# Bloxham
Bloxham är en ort och civil parish i Storbritannien.   Den ligger i grevskapet Oxfordshire och riksdelen England, i den södra delen av landet, 100 km nordväst om huvudstaden London. Bloxham ligger 112 meter över havet och antalet invånare är 3 202.
Terrängen runt Bloxham är platt. Runt Bloxham är det ganska tätbefolkat, med 160 invånare per kvadratkilometer. Närmaste större samhälle är Banbury, 5,2 km norr om Bloxham. Trakten runt Bloxham består till största delen av jordbruksmark.